# تدريب دائري
التدريب الدائري هو شكل من أشكال تقوية الجسم يتضمن تمارين الجَلَد والتدريب على المقاومة والتمارين الرياضية عالية الكثافة تُجرى في دائرة أو حلقة، على غرار التدريب المتواتر عالي الكثافة ويستهدف بناء القوة وزيادة التحمل العضلي. تكتمل الدائرة باستكمال جميع التمارين المحددة في البرنامج. عند اكتمال دورة واحدة،يبدأ التمرين الأول مرة أخرى لإنجاز للدائرة التالية.اعتيد أن الوقت بين التمارين في التدريب الدائري قصيرٌ وغالبًا ما يكون مع حركة سريعة إلى التمرين التالي.